# Occhi di gatto
Cat's Eye - Occhi di gatto (キャッツ・アイ?, Kyattsu Ai) è un manga shōnen scritto e disegnato da Tsukasa Hōjō, pubblicato in Giappone sulla rivista Weekly Shōnen Jump di Shūeisha dal 1981 al 1985. È uno dei manga più famosi di tutti i tempi, con oltre 18 milioni di copie vendute.
Una serie anime, prodotta da Tokyo Movie Shinsha, è stata trasmessa in Giappone su Nippon Television dal luglio 1983 al luglio 1985 in 73 episodi divisi in due stagioni. L'opera ha ricevuto anche un adattamento in radiodramma nel 1982 e uno in dorama nel 1988, oltre a un adattamento cinematografico nel 1997 e un adattamento televisivo live-action nel 2024.
A distanza di 25 anni dall'ultima pubblicazione, un remake del manga disegnato da Shingo Asai, intitolato Cat's Ai (Eye) (キャッツ・愛?, Kyattsu Ai, dove "Ai" è scritto con il kanji di "amore"), è stato pubblicato dall'ottobre 2010 al gennaio 2014 su Comic Gekkan Zenon.

## Trama
La giovane Sheila Tashikel gestisce il caffè "Occhi di gatto" ("Cat's Eye" in originale) con la sorella maggiore Kelly e quella minore Tati. Il bar è, però, una copertura: Sheila e le sue sorelle sono, infatti, una celebre banda dedita al furto di opere d'arte, anch'essa chiamata Occhi di gatto, che così firma i biglietti da visita lasciati sulla scena dei furti. Le sorelle Tashikel tuttavia non si dedicano al furto per lucro: rubano esclusivamente opere d'arte appartenute a Michael Heinz, famoso artista degli anni '40, che è il loro amato padre scomparso. Esse sperano di ricostruirne la collezione, che era stata loro sottratta dai nazisti, e individuare sufficienti indizi per poterlo ritrovare. L'investigatore incaricato delle indagini per la loro cattura, Matthew Hisman, è anche il fidanzato di Sheila e non sospetta minimamente delle tre sorelle: scoprirà per caso e con sorpresa che la banda è composta da donne. Il rapporto di Sheila con Matthew procura a Occhi di gatto complicazioni e vantaggi: Sheila riesce a estorcere al suo ragazzo informazioni riservate, grazie alle quali la banda riesce quasi sempre a farla franca, fuggendo con la refurtiva.
Il finale del manga, scritto l'anno seguente alla conclusione della serie animata, si differenzia da questa ed è un finale aperto. Sheila rivela a Matthew di essere una delle ladre e scappa negli Stati Uniti. Matthew riesce a rintracciarla, ma la ragazza ha perso la memoria a causa di una meningite virale. Sheila e Matthew ricominciano a frequentarsi, ma ella non recupera la memoria. Tuttavia, alcuni dettagli delle scene finali, come Sheila che porta al dito l'anello di Matthew, e alcuni suoi discorsi nei capitoli precedenti, fanno supporre che Sheila non abbia veramente perso la memoria e che sia solo un espediente per potersi riunire a Matthew senza l'ombra del suo passato criminale a minare il loro rapporto.

## Personaggi

### Personaggi principali
Sheila Tashikel (来生 瞳?, Kisugi Hitomi, Hitomi Kisugi nell'edizione italiana del manga)
Doppiata da: Keiko Toda (ed. giapponese), Claudia Razzi (ed. italiana)
È la protagonista della serie. Sorella minore di Kelly e maggiore di Tati, ha 24 anni ed è il "braccio" della banda. Sheila è la sorella più atletica e volitiva, solitamente colei che commette effettivamente i furti, ed è quindi unicamente chiamata Occhi di gatto. È un'atleta affermata ed esperta in una serie di discipline sportive che vanno dall'equitazione all'escapologia, fino allo scassinamento di casseforti. È una ginnasta esperta ed è in grado di eseguire mosse acrobatiche complesse con facilità ed eleganza. Si deduce che è ambidestra così come snodata. È anche un'abile artista marziale con competenza in judo, boxe e karate, e ha anche conseguito diplomi in kendō e aikidō. Come Kelly, anche Sheila è una maestra del travestimento, in grado di camuffare il suo aspetto senza sforzo, e può parlare diverse lingue. Sheila è molto affascinante, intelligente, dolce, fraterna, leale, astuta, civettuola, premurosa e di buon cuore. È la sorella più sensibile e, nonostante il suo comportamento composto e audace come Occhi di gatto, è un po' timida quando si tratta di amore e romanticismo. Ha lunghi capelli lisci, un bel viso e un corpo ben proporzionato, con una sana e rinfrescante sensualità. La sua tuta d'azione è di colore blu. Il suo fidanzamento con l'ispettore Matthew è sempre messo in crisi dal fatto che, per ovvie ragioni, non può rivelargli di essere una delle ladre, che lui cerca disperatamente di arrestare. È l'unica delle tre sorelle ad avere una relazione sentimentale stabile. Ama profondamente il fidanzato e ne è gelosissima, specialmente nei confronti della bella Alice, collega del detective.
Kelly Tashikel (来生 泪?, Kisugi Rui, Rui Kisugi nell'edizione italiana del manga)
Doppiata da: Toshiko Fujita (ed. giapponese), Barbara Castracane (ed. italiana)
È la seconda protagonista della serie. Sorella maggiore, ha 27 anni ed è la "mente" della banda Occhi di gatto, punto di riferimento stabile per Tati e Sheila. Sempre calma, composta, cauta, elegante e alla moda, è colei che di solito delinea le strategie e pianifica i furti. Con un bell'aspetto da modella, raffinatezza mondana e un'intelligenza acuta, è in grado di gestire quasi ogni situazione. È estremamente atletica e competente in molte attività tra cui automobilismo, deltaplano, paracadutismo, pilotaggio di elicotteri, motociclismo, arti marziali, elettronica, pistole e immersioni subacquee. È un'attrice esperta e una maestra del travestimento. Parla correntemente anche diverse lingue tra cui inglese, francese e tedesco, e sa leggere le labbra con precisione. Kelly funge da figura materna per le sue sorelle ed è molto protettiva nei loro confronti. Ha i capelli ondulati lunghi fino alle spalle e un neo sotto il labbro sinistro, ed è la sorella più alta. La sua tuta d'azione è di colore viola. È l'unica sorella che ha un ricordo duraturo dei suoi genitori. Rispetto al manga, nell'anime il suo ruolo è spesso compresso a favore della sorella minore Sheila; oltretutto appare più spregiudicata nel perseguimento dei suoi piani, prendendo a volte decisioni audaci a sangue freddo.
Tati Tashikel (来生 愛?, Kisugi Ai, Ai Kisugi nell'edizione italiana del manga)
Doppiata da: Chika Sakamoto (ed. giapponese), Susanna Fassetta (ed. italiana)
È la terza protagonista della serie. Sorella minore, ha 16 anni e frequenta ancora il liceo. Come sorellina del trio, ha una personalità e un comportamento da maschiaccio, ha un QI di livello geniale ed è particolarmente esperta in meccanica, programmazione informatica e ingegneria. Ha progettato e costruito una vasta gamma di marchingegni per aiutare le sue sorelle nelle loro imprese. Sebbene non sia abile come Sheila e Kelly, Ai padroneggia una serie di abilità ed è regolarmente colei che gestisce i veicoli di fuga per i furti, inclusi elicotteri, autogiri, camion, automobili, motociclette e mini aerei. Tipica adolescente, sembra incline alle preoccupazioni e sogna di innamorarsi. È la sorella più giocosa, scherzosa e giovanile, e uno dei suoi divertimenti preferiti è quello di mettere in imbarazzo Sheila e Matthew, per via della loro relazione sentimentale. La sua più grande debolezza sta nel fatto che è fisicamente la più debole delle tre sorelle (evidente nell'anime quando ha provato a suplexare un wrestler, solo per avere la manovra contro di lei), ma in compenso è anche la più agile. Ha i capelli corti e mossi, che le danno un aspetto mascolino. La sua tuta d'azione è di colore arancione. Ha un gattino soriano chiamato "Tiger".
Matthew Hisman (内海 俊夫?, Utsumi Toshio, Toshio Utsumi nell'edizione italiana del manga)
Doppiato da: Yoshito Yasuhara (ed. giapponese), Teo Bellia (ed. italiana)
25 anni, è il protagonista maschile della serie ed ispettore del commissariato Inunaki (a Tokyo) ed è fidanzato con Sheila sin dai tempi del liceo. Bello, un po' goffo, parecchio ingenuo, decisamente sfortunato e non molto bravo a trovare indizi, si dimostra comunque molto tenace e determinato nel perseguimento degli obiettivi, lasciando i suoi supervisori impressionati. Ciononostante litiga sempre con il suo irascibile capo, che lo denigra ad ogni occasione.
Perennemente stressato dal fatto di non riuscire a catturare la banda Occhi di gatto, è del tutto ignaro che esse siano la sua fidanzata e le sorelle di lei, le quali peraltro sfruttano più volte questo legame per carpirgli informazioni sui piani della polizia.
Nel manga, egli dimostra più volte la sua incredibile abilità da cecchino e nel combattimento corpo a corpo, fingendo poi, con Sheila e col capo, di essere involontariamente scampato al combattimento grazie alla fortuna.
Alice Mitsuko (浅谷 光子?, Asatani Mitsuko, Mitsuko Asatani nell'edizione italiana del manga)
Doppiata da: Yoshiko Sakakibara (ed. giapponese), Piera Vidale (ed. italiana)
Ventiquattrenne ispettrice di polizia, è la collega di Matthew e funge spesso da assistente nelle indagini di Occhi di gatto. Asatani ha un intelletto brillante e scaltro, ed è considerata un ufficiale d'élite del Dipartimento di Polizia Metropolitana di Tokyo. Laureata in psicologia, è anche una tiratrice esperta (campionessa di tiro al bersaglio) ed è competente in diverse forme di arti marziali, essendo cintura nera di 4º grado nel karate e cintura nera di 2º grado nel judo, il che la rende più di una partita per Sheila. È una delle prime persone a sospettare che Sheila sia la vera identità di Occhi di gatto e si trova più volte sul punto di smascherarla, ma non è mai in grado di trovare prove definitive. La sua più grande debolezza è che deve indossare occhiali da vista per tutto il tempo, dato che non vede bene senza di essi. È anche una bella ragazza, persino incoronata regina di bellezza in un episodio. Il manga rende evidente come ella sia innamorata dell'ispettore Matthew e tenti più volte, con parecchia goffaggine, di soffiarlo all'eterna rivale Sheila.
Il capo (課長?, Kachō)
Doppiato da: Kenji Utsumi (ed. giapponese), Dario De Grassi (ed. italiana)
Uomo di mezza età, è l'esigente capo sezione di Matthew e il commissario della seconda sezione criminale del distretto di polizia Inunaki, di Tokyo. È originario di Fukuoka come Matthew. Rispetto al manga, in cui ha un ruolo quasi paterno nei confronti di Matthew, nell'anime è nervoso, irascibile e spesso irriconoscente, particolarmente accanito contro il giovane ispettore, il quale riceve costantemente da lui sonore lavate di testa. È la parodia dell'uomo di comando, con un carattere iroso, che sbraita solo verso i suoi sottoposti, ma è sempre accondiscendente e servizievole nei confronti dei superiori e degli uomini di potere, sperando di fare bella figura per essere promosso a una carica di maggior prestigio. In realtà, ha trovato in Matthew il perfetto capro espiatorio per nascondere le sue incapacità direttive, che mettono in continuo repentaglio la sua posizione. A seguito dei continui fallimenti collezionati a causa di Occhi di gatto, il capo ha frequenti crisi di nervi e, dal quinto episodio, comincia ad assumere costantemente medicinali per la pressione alta. È molto attratto dalla bella Kelly ma allo stesso modo ama tantissimo la moglie. Per cercare di catturare le tre ragazze, si lascia spesso convincere da Matthew o Alice a usare metodi poco ortodossi, finendo persino per improvvisarsi ladro.
Signor Marlows (永石 定嗣?, Nagaishi Sadatsugu, Sadatsugu Nagaishi nell'edizione italiana del manga)
Doppiato da: Tamio Ōki (ed. giapponese), Germano Longo (ed. italiana)
Vecchio amico del padre delle protagoniste, sarà lui, dopo la scomparsa di quest'ultimo, a prendersi a cuore le sorti di Kelly, Sheila e Tati. Ha un ruolo fondamentale nelle azioni della banda. È un ex militare e uomo di vasta esperienza e cultura, che conosce i particolari sulle opere di Michael Heinz, lo scomparso padre delle tre protagoniste, ed è quindi l'unico anello di congiunzione tra le ragazze e il loro padre, benché nemmeno lui sappia con certezza della sorte di Heinz. È lui a dare le indicazioni e i mezzi necessari per recuperare le opere di Heinz, a gestire il vasto patrimonio delle sorelle Tashikel e, in altre occasioni, a sostenerle nelle difficoltà della vita di tutti i giorni; nel manga viene fatto capire che quando è assente (appare molto più raramente che nell'anime) cura con discrezione le ricerche sulla scomparsa di Heinz. I suoi contatti gli permettono di preparare incredibili piani di fuga alle tre ladre, a volte mobilitando addirittura mezzi militari e caccia F-15 o sottomarini, il che potrebbe essere spiegato dalla sua precedente attività nelle forze armate giapponesi. È anche il creatore, con Michael Heinz, del famoso cocktail "Cat's Eye", che nell'opera ispira il nome della banda "Occhi di gatto".

### Altri personaggi
Masato Kamiya (神谷 真人?, Kamiya Masato)
È un giovane reporter e segretamente un ladro di gioielli e opere d'arte, noto come "il Topo", talvolta rivale altre volte alleato della banda Occhi di gatto. Incallito dongiovanni, tenta a più riprese di conquistare Sheila, ma fa delle avances praticamente a tutte le donne attraenti che compaiono nel manga. Mentre nel manga appare molto spesso, nell'anime il suo ruolo di complice nelle azioni furtive della banda Occhi di gatto è stato in buona parte assegnato al signor Marlows.
Paul (河野 哲?, Kōno Tetsu, Tetsuya Kono nell'edizione italiana del manga)
È un compagno di classe e fidanzato di Tati, che lo chiama affettuosamente "Tetsu". Mentre all'inizio del manga appare di frequente, successivamente viene sostanzialmente dimenticato; sorte che gli tocca parimenti nell'anime, in cui a partire da un certo punto si limita a comparire sullo sfondo, spesso accompagnato da Carol, un'altra compagna di scuola di Tati.
Takeshi Hirano (平野 猛?, Hirano Takeshi)
È un ispettore della polizia di Tokyo, collega di Matthew. Giovane e irruente, procura spesso guai alla polizia, soprattutto a causa della sua passione per le pistole. È innamorato di Kelly e per gran parte della storia è impegnato nel corteggiarla, ma con scarsi risultati. Nell'anime la sua figura è assente.
Tetsuro Takeuchi (武内?, Takeuchi)
È un ispettore della polizia di Tokyo, collega di Matthew e suo compagno alla scuola di polizia. Contrapposto al collega Takeshi Hirano, col quale spesso bisticcia, Takeuchi è la parodia del giapponese "tradizionale": uomo all'antica, basso e con i capelli lunghi, un rigido codice d'onore ed esperienza nelle arti marziali. È innamorato di Tati e per gran parte della storia è impegnato nel corteggiarla, ma con scarsi risultati. Nell'anime la sua figura è assente.
Nobuhiko Kizaki (木崎 信彦?, Kizaki Nobuhiko)
Ad un certo punto della serie l'intero dipartimento del commissariato Inunari viene degradato, a causa dei continui insuccessi registrati tentando di catturare la banda Occhi di gatto, il posto di Matthew viene quindi assegnato ad un altro giovane ispettore, arrogante e vanitoso: Kizaki. Acerrimo rivale di Matthew, Kizaki litiga in continuazione con lui e gli altri colleghi, e tenta più volte di arrestare da solo le tre ladre della banda Occhi di gatto per umiliarli ulteriormente. Spasima anche per Kelly. Nell'anime appare in una sola puntata, nella quale, pur di mettere le mani su Occhi di gatto, tende loro un agguato mortale.
Juzo Unno (海野 重造?, Unno Jūzō)
È un anziano ex-borseggiatore, che viene assegnato al commissariato Inunari per sostenere Matthew e gli altri ispettori nella caccia ad Occhi di gatto. Si immischia spesso nella vita sentimentale degli altri personaggi, cercando di combinare appuntamenti e matrimoni, che però si concludono sempre in fiaschi. Il suo personaggio è assente nell'anime.
Michael Heinz (ミケール・ハインツ?, Mikēru Haintsu)
È lo scomparso padre delle tre protagoniste. Nel manga lo si vede raffigurato in alcuni autoritratti, viene citato molto spesso e la sua storia spiegata in diversi capitoli. Pittore tedesco, si trasferì in Giappone e vi lavorò a lungo, trovando al contempo l'amore della sua vita nella giovane e ricca Marie Tashikel, che successivamente lo seguì in Germania, quando Michael, nel 1944, fu costretto a rimpatriare a causa degli intrighi di un suo rivale. Marie e Michael si sposarono ed ebbero tre figlie: Kelly, Sheila e Tati. Poco dopo la nascita della terzogenita, la madre morì e Michael scomparve nel corso di un incendio, appiccato dai suoi stessi allievi, che bramavano di impossessarsi delle sue opere. Da quel momento in poi di lui si sono perse le tracce, e ritrovarlo costituisce l'obiettivo fondamentale delle sue figlie, le tre ladre della banda Occhi di gatto, che danno la caccia alle opere d'arte della sua collezione e tentano di scoprire che fine abbia fatto. Nell'anime si dice che Heinz, durante la seconda guerra mondiale, abbia fatto parte della resistenza contro il nazismo e che siano proprio stati dei nazisti a farlo sparire e disperdere per il mondo le sue opere.
Cranaff (クラナッフ?, Kuranaffu)
È il misterioso capo di un'organizzazione di trafficanti di opere d'arte, il Consorzio Cranaff, che 18 anni prima dell'inizio della serie tentò di uccidere il suo maestro, il pittore tedesco Michael Heinz, e gli rubò i quadri, spacciandoli poi per propri. Cranaff, che per buona parte del manga viene solo menzionato e solo alla fine mostrato in viso, è quindi il principale responsabile della sparizione del padre di Sheila, Kelly e Tati e loro maggiore antagonista (escludendo la polizia). Nell'anime il personaggio di Cranaff è assente; si lascia intendere infatti che il pittore Heinz, membro della resistenza tedesca contro Hitler durante la seconda guerra mondiale, sia costretto a nascondersi da un gruppo di ex-militari nazisti.

## Manga

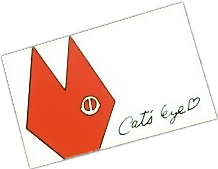
Il biglietto da visita della banda Occhi di gatto

Il manga è stato pubblicato sulla rivista Shōnen Jump a partire dal 1981 al 1985 e successivamente è stato serializzato in 18 tankōbon per conto della Shūeisha, pubblicati tra l'aprile 1982 e il luglio 1985. L'opera ha ricevuto diverse ristampe in vari formati nel corso degli anni: in 10 aizōban nel 1994, 10 bunkoban nel 1996, e 15 kanzenban tra il 2005 e il 2006. Quest'ultima è stata pubblicata da Tokuma Shoten, invece di Shūeisha.
La versione italiana fu pubblicata da Star Comics sul mensile Starlight dall'aprile 1999 al settembre 2000, mantenendo in originale sia il titolo che i nomi dei personaggi, ma con il sottotitolo Occhi di gatto in copertina (tale nome venne usato anche all'interno del manga per riferirsi alla banda). Nel 2012 è stata pubblicata una riedizione in 15 volumi da Panini Comics, basata sulla giapponese Complete Edition.
A distanza di 25 anni dall'ultima pubblicazione, un remake del manga disegnato da Shingo Asai, intitolato Cat's Ai (Eye) (キャッツ・愛?, Kyattsu Ai, dove "Ai" è scritto con il kanji di "amore"), è stato pubblicato dall'ottobre 2010 al gennaio 2014 su Comic Gekkan Zenon. Gli otto volumi di cui è composto sono arrivati anche in Italia, pubblicati da Planet Manga da novembre 2012 a maggio 2015.

### Volumi
| 1  | aprile 1982 | ISBN 4-08-851451-3 | 1º aprile 1999    |
| 1  | Capitoli - 1. Tre ragazze esplosive (セクシーダイナマイトギャルズ?, Sekushī dainamaito gyaruzu) - 2. Un'equilibrista sul grattacielo (超高層綱渡り?, Chō kōsō tsunawatari) - 3. Un amore scomodo (やっかいな恋?, Yakkaina koi) - 4. I giapponesi preferiscono le bionde (金髪はお好き？?, Kinpatsu wa o suki?) - 5. Un profumo pericoloso (夜間飛行は危険な香り?, Yakan hikō wa kiken'na kaori) - 6. Chi vuole adottare un gattino? (子猫のおすそわけ?, Koneko no o suso wake)                                                                                |                    |                   |
| 2  | agosto 1982 | ISBN 4-08-851452-1 | 1º maggio 1999    |
| 2  | Capitoli - 7. Il debutto del signore del furto (泥棒紳士登場?, Dorobō shinshi tōjō) - 8. Un topo seccatore (しつこいねずみ?, Shitsukoi nezumi) - 9. Il ricordo di papà (パパのおもいで?, Papa no omoide) - 10. I love Hitomi (アイ ラブ 瞳?, Ai rabu Hitomi) - 11. Il gatto accorre in aiuto (おたすけ猫走る！?, O tasuke neko hashiru!) - 12. Il fantasma del gatto (ネコの亡霊?, Neko no bōrei) - 13. Il ritratto di papà (父の肖像画?, Chichi no shōzō-ga) - 14. Aspettando Marzia, la dea della guerra (マルスの女神をねらえ?, Marusu no megami wo nerae) |                    |                   |
| 3  | novembre 1982 | ISBN 4-08-851453-X | 1º giugno 1999    |
| 3  | Capitoli - 15. I falchi piovuti dal cielo (鷹は まいおりた！?, Taka wa maiorita!) - 16. L'agguato dei cani diabolici (ドッグ クライシス！！?, Doggu kuraisu!!) - 17. Ai contro i cani armati (武装犬ＶＳ愛?, Busō inu VS Ai) - 18. Occhi di gatto è un nome femminile? (キャッツアイは女⋯?, Kyattsu Ai wa onna…) - 19. Vorrei che non finisse mai - 20. Giusto 10 minuti! - 21. Che ne facciamo di questo zuccone? - 22. Giù le mani dal mio diario! |                    |                   |
| 4  | marzo 1983 | ISBN 4-08-851454-8 | 1º luglio 1999    |
| 4  | Capitoli - 23. Le due Asatani - 24. L'ospite sotto la neve - 25. Little hurricane - 26. Non sono nato per fare il ladro - 27. Questi due, schiena contro schiena - 28. La memoria perduta - 29. La prima regola del ladro - 30. Ognuno ha almeno sette piccoli vizi - 31. Prendete sempre le impronte digitali! |                    |                   |
| 5  | giugno 1983 | ISBN 4-08-851455-6 | 1º agosto 1999    |
| 5  | Capitoli - 32. L'investigatore ha morso il gatto - 33. Un detective fuori di testa - 34. Il fantasma di Occhi di gatto - 35. Un detective esperto di arti marziali - 36. Manine truccate - 37. Incidente triplo! - 38. Occhi di gatto è la rivale in amore! - 39. Al diavolo il detective! - 40. I conti dell'amore |                    |                   |
| 6  | agosto 1983 | ISBN 4-08-851456-4 | 1º settembre 1999 |
| 6  | Capitoli - 41. Gli angeli custodi - 42. Dopo la pioggia - 43. L'età critica di Ai - 44. La lettera d'amore - 45. La lettera d'amore di Occhi di gatto - 46. Una testimone pericolosa - 47. Guarda che scoop! - 48. Il diavoletto dispettoso - 49. Chi non risica non rosica |                    |                   |
| 7  | ottobre 1983 | ISBN 4-08-851457-2 | 1º ottobre 1999   |
| 7  | Capitoli - 50. Spinti dal vento - 51. L'ultimo colpo - 52. Fidanzati o no? - 53. Il rifiuto - 54. Un furto rocambolesco - 55. Una grande esposizione - 56. Una persona rara - 57. Un bell'incontro d'amore |                    |                   |
| 8  | gennaio 1984 | ISBN 4-08-851458-0 | 1º novembre 1999  |
| 8  | Capitoli - 58. Super Gambler - 59. Happy Day - Il giorno fortunato - 60. Amore mio, non andare via - 61. Lasciate stare quella schiappa! - 62. Tunker Jack, la petroliera pirata |                    |                   |
| 9  | aprile 1984 | ISBN 4-08-851459-9 | 1º dicembre 1999  |
| 9  | Capitoli - 63. Merry Christmas, Ai - 64. New Year party - 65. Il lancio della torta nuziale - 66. La leggenda della Dama delle nevi |                    |                   |
| 10 | luglio 1984 | ISBN 4-08-851460-2 | 1º gennaio 2000   |
| 10 | Capitoli - 67. Un biglietto d'invito dall'isola di Runan - 68. La dolce vita - 69. Una ricetta da parte di Occhi di gatto |                    |                   |
| 11 | ottobre 1984 | ISBN 4-08-851461-0 | 1º febbraio 2000  |
| 11 | Capitoli - 70. L'invasione delle Miniskirt - 71. La squadra speciale anti-gatte! - 72. Dispetti… tra galletti - 73. L'ostinazione della squadra speciale - 74. Promessa fra uomini - 75. Per chi è quell'anello di fidanzamento? - 76. Un dormitorio pieno di innamorati pazzi - 77. Una proposta di matrimonio a senso unico - 78. Una proposta dimenticata |                    |                   |
| 12 | gennaio 1985 | ISBN 4-08-851462-9 | 1º marzo 2000     |
| 12 | Capitoli - 79. Mettiti quell'anello! - 80. Third love - Un pericoloso triangolo! - 81. Cross Counter - Amore e boxe - 82. Bonde Eye - 83. Catturami… per tutta la vita! - 84. Mi tradisci… con me stessa! - 85. La fidanzata che viene dal passato |                    |                   |
| 13 | febbraio 1985 | ISBN 4-08-851463-7 | 1º aprile 2000    |
| 13 | Capitoli - 86. Incubo di una notte di mezza estate - 87. Esitazione fatale - 88. Un settembrino sogno a occhi aperti - 89. Cassette letter - 90. Il mio amore è solo per te - 91. Non sono più una bambina! - 92. Un bocconcino da tre miliardi di yen - 93. Un uccellino in gabbia - 94. Serius Trigger |                    |                   |
| 14 | marzo 1985 | ISBN 4-08-851464-5 | 1º maggio 2000    |
| 14 | Capitoli - 95. Un passato da bruciare - 96. I requisiti di un fidanzato - 97. Un bacio nell'oscurità - 98. Un amore eterno - 99. Teacher panic - Un professore terrorizzato - 100. Un fidanzato per Rui - 101. Identikit d'amore - 102. Baciami con le tue calde labbra - 103. La giacca di un poliziotto - 104. Una decisione coraggiosa |                    |                   |
| 15 | aprile 1985 | ISBN 4-08-851465-3 | 1º giugno 2000    |
| 15 | Capitoli - 105. A volte è meglio una bella bugia - 106. Un uomo sexy?! - 107. L'uomo di casa? - 108. Tutti per uno - 109. Le mutande, che ossessione! - 110. Per qualcuno che si ama - 111. Chi è più importante per te? - 112. Una nuova sfida! - 113. Un amore esplosivo! - 114. Un giorno infinito |                    |                   |
| 16 | maggio 1985 | ISBN 4-08-851466-1 | 1º luglio 2000    |
| 16 | Capitoli - 115. Il tempo stringe! - 116. Se non ci fossi io, Toshio - 117. Oscura tentazione! - 118. È ora che il topolino si svegli - 119. Un sonaglino per Occhi di gatto! - 120. La fobia del cibo! - 121. Il segreto del biglietto di Occhi di gatto - 122. Un ambrato tramonto per Cat's Eye |                    |                   |
| 17 | giugno 1985 | ISBN 4-08-851467-X | 1º agosto 2000    |
| 17 | Capitoli - 123. Aria di deja-vù - 124. Il quadro affumicato - 125. Il migliore - 126. La gatta è in trappola - 127. Pericolo… in vista! - 128. Il risveglio di Aphrodite - 129. Lo spumeggiante sorriso di Aphros - 130. Anche le gatte piangono - 131. Una visita dal passato |                    |                   |
| 18 | luglio 1985 | ISBN 4-08-851468-8 | 1º settembre 2000 |
| 18 | Capitoli - 132. Il gioco più pericoloso - 133. Big Game - L'ultima partita - 134. Uniti per l'eternità - 135. Nuovamente amore |                    |                   |

## Radiodramma
Prima ancora della serie animata, il 15 novembre 1982 l'opera uscì in versione comica come radiodramma su NHK Radio. Sheila fu interpretata da Keiko Toda, che in seguito doppiò il personaggio anche nella versione animata.
| Personaggio     | Voce            |
| --------------- | --------------- |
| Sheila Tashikel | Keiko Toda      |
| Kelly Tashikel  | Kumiko Takizawa |
| Tati Tashikel   | Saeko Shimazu   |
| Matthew Hisman  | Ryūsei Nakao    |
| Il capo         | Kōsei Tomita    |
| Poliziotto      | Ken'ichi Ogata  |

## Anime

Da sinistra: Ai (Tati), Hitomi (Sheila) e Rui (Kelly)

Il manga fu adattato in una serie televisiva anime prodotta dalla Tokyo Movie Shinsha e trasmessa su Nippon Television. La prima stagione, diretta da Yoshio Takeuchi, fu trasmessa in 36 episodi dall'11 luglio 1983 al 26 marzo 1984. La seconda stagione, diretta da Kenji Kodama fu trasmessa in 37 episodi dall'8 ottobre 1984 all'8 luglio 1985. Per il 30º anniversario dall'inizio delle trasmissioni, la serie è stata restaurata e pubblicata in due Blu-ray da King Records il 30 marzo 2013.
L'edizione italiana è stata trasmessa su Italia 1 dal 15 settembre 1985 al 10 luglio 1986 con il titolo Occhi di gatto. In essa, pur mantenendo l'ambientazione originaria, tutti i nomi dei personaggi giapponesi vennero sostituiti con nomi inglesi e il nome del bar e del trio di ladre fu cambiato in "Occhi di gatto"; altre semplificazioni culturali riguardarono i cibi come gli onigiri, chiamati "crocchette di riso". Vennero anche rimosse alcune scene, nella maggior parte dei casi perché particolarmente violente o sensuali, ripristinate in giapponese sottotitolato nelle edizioni DVD e Blu-ray Disc e in streaming. Inoltre, nella versione televisiva gli episodi 47 e 48 vengono mandati in onda in ordine inverso.
La serie televisiva è stata anche trasmessa nelle Filippine da GMA 7, in Cina, in Brasile, in Francia da FR3, in Germania da RTL II e in Spagna da Antena 3.

### Sigle
Sigla di apertura
- CAT'S EYE, di Anri (prima serie; ep. 1-36)
- Derringer (デリンジャー?), di Mariko Tone (seconda serie; ep. 37-73)

Sigla di chiusura
- DANCING WITH THE SUNSHINE (Japanese Version), di Anri (prima serie; ep. 1-12)
- DANCING WITH THE SUNSHINE (English Version), di Cathi Linn (prima serie; ep. 13-36)
- Hot Stuff (ホットスタッフ?), di Sherry Savage (seconda serie; ep. 37-73)

Sigla italiana
La sigla italiana Occhi di gatto, scritta da Alessandra Valeri Manera con la musica di Ninni Carucci ed interpretata da Cristina D'Avena, viene usata sia in apertura che in chiusura.

## CD
| Nº | Titolo CD                                                                                                   | Numero tracce             | Data uscita       |
| -- | --- | ------------------------- | ----------------- |
| 1  | Cat's Eye Soundtrack (キャッツ・アイ サウンドトラック?)                                                     | 16                        | 21 settembre 1983 |
| 2  | Cat's Eye Soundtrack Dorama-hen (キャッツ・アイ サウンドトラック ドラマ編?)                                 | 11 (Side A) + 14 (Side B) | 1983              |
| 3  | Cat's Eye Original Soundtrack (キャッツ・アイ オリジナル・サウンドトラック?)                                | 14                        | 25 novembre 1984  |
| 4  | Cat's Eye Original Soundtrack Dorama-hen (キャッツ・アイ オリジナル・サウンドトラック ドラマ編?)            |                           | 1984              |
| 5  | Anime Music Capsule "Cat's Eye" (アニメ・ミュージック・カプセル「キャッツ・アイ」?)                         | 43                        | 19 luglio 2008    |
| 6  | Anime Music Capsule "Cat's Eye Season 2" (アニメ・ミュージック・カプセル「キャッツ・アイ Ｓｅａｓｏｎ２」?) | 36                        | 18 ottobre 2008   |

## Libri e romanzi
1. Hideo Takayashiki, Cat's Eye (キャッツ・アイ?), dicembre 1996, ISBN 4-08-703055-5.
2. Tsukasa Hōjō, Futoshi Nagata (digitale), Parrot: Kōfuku no hito - Hōjō Tsukasa tanpenshū (Ｐａｒｒｏｔ 幸福の人—北条司短編集?), 22 marzo 2000, ISBN 4-08-857040-5.

## Adattamentilive action
Un film per la televisione ispirato a Cat's Eye - Occhi di gatto fu prodotto nel 1988, con Mie del gruppo musicale Pink Lady nei panni di Kelly.
Del 1997 è invece un film per il cinema intitolato Cat's Eye, diretto da Kaizo Hayashi, in cui Yuki Uchida interpreta Tati e Norika Fujiwara interpreta Kelly. Prodotto con un occhio di riguardo nei confronti del mercato di Hong Kong, ha una trama abbastanza fedele a quella dell'anime, benché vi aggiunga un fidanzato di Tati (Kane Kosugi) con l'incarico di eliminare il trio.
Nel 2024 è stata prodotta la serie televisiva francese Occhi di gatto basata sul manga.

## Influenza su altre opere
- Il bar Occhi di gatto gestito dalle tre sorelle protagoniste della serie, compare anche nelle due successive opere principali di Hōjō, City Hunter e Angel Heart, nelle quali è gestito da Umibozu. Alla fine di un episodio, Miki commenta l'assunzione della ladra Kasumi Aso come cameriera al bar con questo pensiero: "Un bar gestito da ladri... ho già sentito una storia simile..."! Le sorelle Tashikel hanno un piccolo ruolo nel film City Hunter: Private Eyes del 2019.
- Nel fumetto italiano Nathan Never, le sorelle Frayn (April, May e July) sono una citazione delle protagoniste di Occhi di gatto[27].
- A Occhi di gatto è ispirato uno spot pubblicitario degli scooter RS prodotti da Peugeot[28].
- Occhi di gatto ha ispirato anche la trama del manga Saint Tail: anche lì, infatti, compare un detective innamorato di una ladra che cerca invano di catturare[29].